# Froissart (Ouverture)
Pour les articles homonymes, voir Froissart.

Froissart, Op. 19, est une ouverture de concert d'Edward Elgar, inspirée de la chronique du XIVe siècle de Jean Froissart. Elgar a connu ce chroniqueur à travers le texte  Les Puritains d'Écosse de Walter Scott .

## Histoire
Froissart est composée en 1890 sur une commande du festival de Worcester, pour un concert profane durant cette année du Three Choirs Festival. C'est la première grande œuvre orchestrale d'Elgar. Elle est créée à Worcester sous la direction du compositeur le 9 septembre 1890.

## Structure
L’œuvre est en un seul mouvement qui dure un peu moins de quinze minutes.
Le motto écrit par Elgar sur la partition est une citation du poème de 1817 de Keats : « When Chivalry lifted up her lance on high. »